# (6702) 1988 BP3
(6702) 1988 BP3 (1988 BP3, 1990 SW2) — астероїд головного поясу, відкритий 18 січня 1988 року.
Тіссеранів параметр щодо Юпітера — 3,342.